# Westwood (New Jersey)
Westwood ist eine Stadt im Bergen County, New Jersey, USA. Das U.S. Census Bureau hat bei der Volkszählung 2020 eine Einwohnerzahl von 11.282 ermittelt.

## Geographie
Die geographischen Koordinaten der Stadt sind 40°59'19" nördliche Breite und 74°1'51" westliche Länge.
Nach den Angaben des United States Census Bureaus hat die Stadt eine Gesamtfläche von 6,0 km2, wobei keine Wasserflächen miteinberechnet sind.

## Geschichte
Der National Park Service weist für Westwood ein Haus im National Register of Historic Places (NRHP) aus (Stand 24. Dezember 2018), das Seven Chimneys.

## Demographie
Nach der Volkszählung von 2000 gibt es 10.999 Menschen, 4.485 Haushalte und 2.879 Familien in der Stadt. Die Bevölkerungsdichte beträgt 1.830,5 Einwohner pro km2. 86,60 % der Bevölkerung sind Weiße, 5,72 % Afroamerikaner, 0,14 % amerikanische Ureinwohner, 4,39 % Asiaten, 0,01 % pazifische Insulaner, 1,67 % anderer Herkunft und 1,47 % Mischlinge. 6,00 % sind Latinos unterschiedlicher Abstammung.
Von den 4.485 Haushalten haben 28,4 % Kinder unter 18 Jahre. 53,3 % davon sind verheiratete, zusammenlebende Paare, 8,0 % sind alleinerziehende Mütter, 35,8 % sind keine Familien, 31,1 % bestehen aus Singlehaushalten und in 13,4 % Menschen sind älter als 65. Die Durchschnittshaushaltsgröße beträgt 2,42, die Durchschnittsfamiliengröße 3,08.
21,5 % der Bevölkerung sind unter 18 Jahre alt, 5,6 % zwischen 18 und 24, 33,6 % zwischen 25 und 44, 23,4 % zwischen 45 und 64, 15,9 % älter als 65. Das Durchschnittsalter beträgt 39 Jahre. Das Verhältnis Frauen zu Männer beträgt 100:90,3, für Menschen älter als 18 Jahre beträgt das Verhältnis 100:85,1.
Das jährliche Durchschnittseinkommen der Haushalte beträgt 59.868 USD, das Durchschnittseinkommen der Familien 77.105 USD. Männer haben ein Durchschnittseinkommen von 50.800 USD, Frauen 42.459 USD. Der Prokopfeinkommen der Stadt beträgt 32.083 USD. 4,4 % der Bevölkerung und 1,8 % der Familien leben unterhalb der Armutsgrenze, davon sind 2,8 % Kinder oder Jugendliche jünger als 18 Jahre und 8,7 % der Menschen sind älter als 65.

## Söhne und Töchter der Stadt
- James Gandolfini (1961–2013), Schauspieler
- Robert Sean Leonard (* 1969), Schauspieler
- Will Ramos (* 1994), Metal-Sänger
- Olivia „Livvy“ Dunne (* 2002), Turnerin und Influencerin
- Akshita Gorti (* 2002), Schachspielerin

## Sonstiges
Westwood ist Sitz des Center for Educational Media, das die international verbreitete Keuschheitsbewegung Free Teens betreibt.